# Jan II van Namen
Jan II van Namen (ca. 1311 - 2 april 1335) was van 1330 tot 1335 markgraaf van Namen. Hij was de zoon van Jan I van Namen, markgraaf van Namen, en Maria van Artesië.
Hij volgde op 26 januari 1330 zijn vader op. Net als zijn voorgangers legde hij aan het begin van zijn regering (april-mei 1330) op verscheidene plaatsen (Sint-Aubankathedraal, abdij van Saint-Gérard de Brogne, Bouvignes) een eed af. Hij hernieuwde op 1 juli de gerechtelijke en administratieve wetten en gewoonten van Sluis, een stad waar hij reeds langer heer van was. Op 11 mei 1332 sloot hij zich aan bij een alliantie van verschillende heren van de Lage Landen tegen Jan III, hertog van Brabant, maar de bemiddeling van de koning van Frankrijk, Filips VI van Valois, maakte een einde aan dit conflict.
Hij was niet getrouwd, maar liet een onwettige zoon na, Filips, die in 1380  werd gedood tijdens de verdediging van Dendermonde. Hij werd daarom door zijn jongere broer, Gwijde II van Namen, opgevolgd.

## Voorouders
| Voorouders van Jan II van Namen (1311-1335) | Voorouders van Jan II van Namen (1311-1335)                                         | Voorouders van Jan II van Namen (1311-1335)                                         | Voorouders van Jan II van Namen (1311-1335)                                 | Voorouders van Jan II van Namen (1311-1335)                                 | Voorouders van Jan II van Namen (1311-1335)                               | Voorouders van Jan II van Namen (1311-1335)                               | Voorouders van Jan II van Namen (1311-1335)                             | Voorouders van Jan II van Namen (1311-1335)                             |
| ------------------------------------------- | ----------------------------------------------------------------------------------- | ----------------------------------------------------------------------------------- | --------------------------------------------------------------------------- | --------------------------------------------------------------------------- | ------------------------------------------------------------------------- | ------------------------------------------------------------------------- | ----------------------------------------------------------------------- | ----------------------------------------------------------------------- |
| Overgrootouders                             | Willem II van Dampierre (1196-1231) ∞ 1223 Margaretha II van Vlaanderen (1202-1280) | Willem II van Dampierre (1196-1231) ∞ 1223 Margaretha II van Vlaanderen (1202-1280) | Hendrik V van Luxemburg (1216-1281 ∞ 1240 Margaretha van Bar (1220-1275)    | Hendrik V van Luxemburg (1216-1281 ∞ 1240 Margaretha van Bar (1220-1275)    | Robert II van Artesië (1250-1302) ∞ 1262 Amicia van Courtenay (1250-1275) | Robert II van Artesië (1250-1302) ∞ 1262 Amicia van Courtenay (1250-1275) | Jan II van Bretagne (1239-1305) ∞ 1260 Beatrix van Engeland (1142-1275) | Jan II van Bretagne (1239-1305) ∞ 1260 Beatrix van Engeland (1142-1275) |
| Grootouders                                 | Gwijde van Dampierre (±1226-1305) ∞ 1265 Isabella van Luxemburg (1247-1289)         | Gwijde van Dampierre (±1226-1305) ∞ 1265 Isabella van Luxemburg (1247-1289)         | Gwijde van Dampierre (±1226-1305) ∞ 1265 Isabella van Luxemburg (1247-1289) | Gwijde van Dampierre (±1226-1305) ∞ 1265 Isabella van Luxemburg (1247-1289) | Filips van Artesië (1269-1298) ∞ Blanche van Dreux (1270-1327)            | Filips van Artesië (1269-1298) ∞ Blanche van Dreux (1270-1327)            | Filips van Artesië (1269-1298) ∞ Blanche van Dreux (1270-1327)          | Filips van Artesië (1269-1298) ∞ Blanche van Dreux (1270-1327)          |
| Ouders                                      | Jan I van Namen (1267–1330) ∞ 1309 Maria van Artesië (1291-1365)                    | Jan I van Namen (1267–1330) ∞ 1309 Maria van Artesië (1291-1365)                    | Jan I van Namen (1267–1330) ∞ 1309 Maria van Artesië (1291-1365)            | Jan I van Namen (1267–1330) ∞ 1309 Maria van Artesië (1291-1365)            | Jan I van Namen (1267–1330) ∞ 1309 Maria van Artesië (1291-1365)          | Jan I van Namen (1267–1330) ∞ 1309 Maria van Artesië (1291-1365)          | Jan I van Namen (1267–1330) ∞ 1309 Maria van Artesië (1291-1365)        | Jan I van Namen (1267–1330) ∞ 1309 Maria van Artesië (1291-1365)        |